# Sepp Blatter
Joseph Blatter (* 10. března 1936, Visp; známý jako Sepp („Giuseppe“) Blatter) je švýcarský fotbalový funkcionář, 8. prezident FIFA (Fédération Internationale de Football Association). Poprvé byl zvolen 8. června 1998, kdy nahradil João Havelange, poté opět v letech 2002, 2007, 2011 a 2015. Krátce po znovuzvolení v roce 2015 v červnu oznámil rezignaci, tou dobou sílila kritika FIFA kvůli rostoucí korupci.
Navzdory pětinásobnému zvolení jej provázejí mnohé kontroverze a obvinění z korupce. V listopadu 2011 vyvolal kritiku tvrzením, že projevy rasismu na hřišti lze ospravedlnit podáním ruky na konci zápasu, za toto své tvrzení se později velmi neobratně omluvil. Před svým zvolením působil 23 let jako vysoký funkcionář FIFA, předtím zastával manažerské pozice v různých švýcarských organizacích.

## Život do roku 1975
Studoval v Sionu, v roce 1959 absolvoval obchod a ekonomii na Univerzitě v Lausanne. Působil jako šéf public relations v Agentuře pro cestovní ruch kantonu Valais a také jako předseda Švýcarského svazu ledního hokeje. Byl ředitelem divize firmy Longines, podílel se na organizaci olympijských her v letech 1972 a 1976.

## FIFA
Od roku 1975 působí Blatter ve FIFA, nejdříve jako technický ředitel (1975–1981), poté před svým zvolením za prezidenta jako generální sekretář (1981–1998). Prezidentem FIFA byl zvolen čtyřikrát, v roce 2002 jednomyslně na další čtyři roky, přestože obdržel nominaci pouze od 66 z celkem 207 členských asociací FIFA.

### Volba v roce 1998
Volba Seppa Blattera prezidentem FIFA, ve které porazil prezidenta UEFA Lennarta Johanssona, se odehrála za velkých kontroverzí. Blatterova kandidatura v roce 2002 byla poznamenána podezřeními z finančních machinací a zákulisními jednáními, které vyvrcholily přímým obviněním z uplácení. V britském tisku je vznesl Farra Ado, viceprezident Africké fotbalové asociace a prezident Somálské fotbalové federace, když tvrdil, že mu byl nabídnut úplatek ve výši 100 000 dolarů, když bude ve volbě v roce 1998 hlasovat pro Blattera.

### Zákaz činnosti
V prosinci 2015 etická komise FIFA udělila Blatterovi zákaz činnosti ve fotbale po dobu 8 let a pokutu 50 tisíc švýcarských franků za korupci. Blatter v roce 2011 předal 2 miliony švýcarských franků za údajnou poradenskou činnost předsedovi UEFA Michelu Platinimu.